# The Alchemist
Alan Daniel Maman (Beverly Hills, 25 de octubre de 1977), conocido por su nombre artístico The Alchemist, es un productor discográfico, DJ y rapero estadounidense. Aclamado por la crítica por su estilo de producción de samples, es considerado como uno de los productores más influyentes del hip-hop moderno y el rap underground. Sus colaboradores frecuentes incluyen a Mobb Deep, Eminem, Earl Sweatshirt, Kendrick Lamar entre otros más.

## Inicios
Cuando era adolescente, Alan, empezó a identificarse con la fuerza y rebeldía del sonido urbano del hip hop, y comenzó a escribir sus propias letras. Se unió a varios amigos (Shifty Shellshock de Crazy Town, Evidence de Dilated Peoples y Scott Caan, hijo de James Caan) con ideas similares para escribir letras que se revelaban fuertemente contra su entorno. Normalmente, acudían a las zonas del extrarradio, fuera de la zona urbana de Los Ángeles donde había más presencia hip hop.
Alan y Scott decidieron crear un dúo llamado The Whooliganz. Mientras rapeaban en una fiesta en L.A., llamaron la atención de B-Real del grupo Cypress Hill. Invitó a los jóvenes a que se unieran a su crew, The Soul Assassins, incluido a su vez en el grupo House of Pain. En 1992, The Whooliganz publicó su primer sencillo, "Put Your Handz Up". Esta publicación tuvo escaso éxito y su discográfica, Tommy Boy Records decidió prescindir de ellos. Desanimado, Scott centró su energía creativa en la interpretación, mientras que Alan se mantuvo interesado en el proceso del beatmaking, la producción de ritmos hip-hop.
DJ Muggs enseñó como usar un sampler y una mesa de mezclas a Alan. Después de ayudar en la creación de algunos temas para Cypress Hill, Alan se convirtió en el principal productor para el grupo de su amigo de la niñez (Evidence) Dilated Peoples. Cuando Dilated debutó en 1998, se creó una gran expectación en el ambiente underground sobre quién estaba detrás de esos geniales beats (ritmos).

## Dándose a conocer
En 1999, de nuevo 'DJ Muggs, presentó el grupo de hip-hop Mobb Deep, a Alchemist. Produjo dos canciones para su disco Murda Muzik. Impresionado por su habilidad e inteligencia para la producción de beats, Mobb Depp siguió colaborando con él para sus siguientes álbumes.
La fama que The Alchemist fue adquiriendo, como una de las promesas del hip-hop, le llevó a trabajar con muchos de los más conocidos raperos como Nas, Fat Joe, Jadakiss, Ghostface Killah y Snoop Dogg.
Además hizo algunos remixes para bandas de otros estilos como Linkin Park y Morcheeba. Pero Alchemist permaneció también con sus viejos amigos y continuó produciendo para Dilated, Cypress Hill, Everlast (procedente de la crew House of Pain) y Crazy Town.
También solía (y suele) producir para raperos underground menos conocidos, cediéndoles normalmente algunos de sus mejores beats. En 2004, tras 11 años en el mundo del hip-hop estrenó su primer álbum 1st Infantry con colaboraciones de gran calidad. Con el sencillo "Hold You Down" (con Prodigy, Illa Ghee, y Nina Sky) subió al #95 de las listas de éxitos en 2005.
Alchemist tuvo una disputa con el rapero Ras Kass por el tema "Kiss U". Fue productor del tema "Home, Sweet Home", que iba a ser el principal sencillo de Ras Kass, pero, de alguna manera, Alan revendió el beat a Jadakiss. Jadakiss publicó su versión primero, dejando a Ras colgado. Ras intentó parar su publicación sin éxito. Más tarde, nombró a Alchemist en algunos y comentó en una entrevista: "No es culpa de Jada, no tengo ningún problema con el" y "Alchemist rompió el código de los productores en hip-hop: "Nunca pongas más un beat si ya está vendido"".  

## Discografía
Álbumes
- 1st Infantry (2004).
- Return of the Mac (con Prodigy) (2007).
- Chemical Warfare (2009).
- Israeli Salad (2015).

EP
- The Alchemist Cookbook (2008).

Mixtapes
- The Cutting Room Floor Vol. I (2003).
- No Days Off (2006).
- The Chemistry Files Vol. 1 (2006).
- The Cutting Room Floor Vol. II (2008).

## Recientemente
Alchemist firmó como DJ oficial para el tour de Eminem del 2005, Anger Management 3 Tour. 
El 13 de julio de 2005, el autobús del tour, que llevaba al equipo de Eminem (incluyendo al rapero y a Alchemist) se salió de la carretera y volcó. Alchemist fue tratado por varias costillas rotas y un pulmón colapsado. 
Actualmente The Alchemist continúa trabajando con los mejores raperos del panorama estadounidense y en 2006 ha publicado varios trabajos, como The Chemistry Files o producciones para Dilated Peoples en su último LP, 20/20.

## Producciones
40 Glocc - The Chemistry Files Vol. 1 (2006).
When You're Dying ft. Prodigy
Agallah - You Already Know (2006).
Ride Out (O.G.G.G.) ft. The Alchemist
Az - The Chemistry Files Vol. 1 (2006).
Professional Style
B-Real - The Chemistry Files Vol. 1 (2006).
Body Something
Beat Junkies - The World Famous Beat Junkies, Vol. 2 (1998).
Dead End Street ft. Buc Fifty
Big Daddy Kane - Duck Season Vol. 1 (2002).
The Man/The Icon
Big Noyd - Fastlife Music : Code Of The Streets (2005).
Louder ft. Prodigy
Big Noyd - Lyricist Lounge Vol. 2 (2000).
The Grimy Way ft. Prodigy
Big Noyd - Only The Strong (2003).
Air It Out ft. Havoc
N.O.Y.D.
Noyd Holdin' It Down ft. Havoc
Only The Strong Intro
Shoot 'Em Up (Bang Bang) Part 1
Shoot 'Em Up (Bang Bang) Part 2 ft. Mobb Deep
Big Punisher - Endangered Species (2000).
Mamma
Big Shug - Never Say Die (2005).
We Gotta Get Up Freestyle
Who? (Got My Back).
Big Shug - Who's Hard? (2005).
Who's Hard
Who? (Got My Bacc).
Blaq Poet - Rewind: Deja Screw (2006).
Bloody Mess
Blaq Poet - The Chemistry Files Vol. 1 (2006).
Bloody Mess
Bobby Creekwater - The Chemistry Files Vol. 1 (2006).
All I Do
Bootcamp Clik - The Chosen Few (2002).
Lets Get Down 2 Bizness
Buc Fifty - Battle Axe Warriors II (2002).
Bangin
Buc Fifty - Defenders Of The Underworld (1999).
Worst Enemy
Buc Fifty - Lyrics Of Fury (2002).
Boy's About To Flip
Metal's Advocate
Permanent Scars ft. Agallah
Cam'ron - Killa Season (2006).
Wet Wipes
Cam'ron - The Chemistry Files Vol. 1 (2006).
Wet Wipes
Capone 'N Noreaga - Essential Underground Hip Hop Vol. 1 (2002).
We Gon Buck ft. Lake, Cormega
Capone 'N Noreaga - The Reunion (2000).
Bang Bang ft. Foxy Brown
Queens ft. Complexions
Casual - He Think He Raw (2001).
I Gotaa (Get Down).
Channel Live - DandD Project 2 (2002).
Kill It ft. RA, Craig G, Agallah
Cormega - The Realness (2001).
Fallen Soldiers Remix
Cormega - The True Meaning (2002).
The Legacy
Cormega - Violator: The Album (1999).
Who Can I Trust ft. Hot Boys
Craig G - This Is Now (2003).
Wrong Chick
Crhyme Fam - The EP XL (2005).
Street Shit
Cypress Hill - Stash (2002).
(Rap) Superstar [Alchemist Remix]
Cypress Hill - Till Death Do Us Part (2004).
Latin Thugs ft. Tego Calderón
Defari - Focused Daily (1999).
Checkstand 3
Focused Daily ft. Evidence of Dilated Peoples
Killing Spree
Defari - LA's Own Billy The Kidd: Saloon Music LP (2000).
Ralo R.I.P. Jam
Defari - Street Music (2006).
Make My Own ft. Evidence
Diamond D - The Diamond Mine (2005).
Y'all Niggaz Need To Know
Dilated Peoples - 20/20 (2006).
20/20
Back Again
Dilated Peoples - Expansion Team (2001).
Live On Stage
Panic
Worst Comes To Worst
Dilated Peoples - Heavy Surveillance (2003).
Big Twin (Skit).
Heavy Surveillance
Intro
Live On Stage (Remix) ft. Talib Kweli
Marathon
Thieves ft. Prodigy
Worst Comes To Worst (Remix) ft. Guru, Havoc
Dilated Peoples - Lyricist Lounge Vol. 2 (2000).
Right and Exact
Dilated Peoples - Neighborhood Watch (2004).
Marathon
Neighborhood Watch
Poisonous ft. Devin The Dude
World On Wheels
Dilated Peoples - The Platform (2000).
Annihilation
Guaranteed
The Last Line Of Defense
The Main Event
The Platform
DJ Clue - Backstage - The Mixtape (2000).
Keep It Thoro ft. Prodigy
DJ Muggs - DJ Muggs E Chace Infinite -Last Assassin (2004).
Bang Out ft. Cypress Hill
Latin Thug ft. Sen Dog, Tego Calderón
DJ Muggs - Muggs Presents: Soul Assassins vol. 2 (2000).
Back Up Off Me ft. Buc Fifty
Suckers Are Hidin ft. Dilated Peoples
Victory And Defeat ft. Hostyle
Doggystyle All Stars - Welcome To Tha House Vol. 1 (2002).
Hey You! ft. Snoop Dogg, Soopafly,E-White
Eminem - Eminem Presents The Re-Up (2006).
There He Is ft. Bobby Creekwater
Triyin' Ta Win ft. Stat Quo
We Ride For Shady ft. Obie Trice, Cashis
Eminem - The Chemistry Files Vol. 1 (2006).
Em Speaks
Everlast - Eat At Whitey's (2000).
Deadly Assassins ft. B-Real
Evidence - Eastern Conference Allstars (1998).
E=MC2 ft. Mr. Eon
Evidence - The Weatherman LP (2007).
Born In LA ft. Chace Infinite, Sick Jacken
Chase The Clouds Away ft. Kamilah
Evidence Is Everywhere
Letyourselfgo ft. The Alchemist, Phonte
Line Of Scrimmage ft. Slug
Fat Joe - Jealous Ones Still Envy (2001).
Definition Of A Don ft. Remy Martin
Fat Joe - Loyalty.. (2002).
Busta At You ft. Baby, Scarface, Tony Sunshine
Freddie Foxxx - Industry Shakedown (2000).
Stock In The Game
Tell 'Em I'm Here
Funkmaster Flex - Car Show Tour (2005).
Just A Touch ft. 50 Cent, Paul Wall
Ghostface Killah - Bulletproof Wallets (2001).
Street Chemistry ft. Prodical Sunn, Trife Da God
The Forest
The Juks ft. Trife Da God, Superb
Group Home - A Tear For The Ghetto (1999).
Stupid Muthafuckas (30 Minutes To War).
Guru - Baldhead Slick and Da Click (2001).
Collectin' Props ft. Killa Kaine, Mr. Moe, Pete Powers
In Here ft. Timbo King, Killah Priest, Black Jesus
Havoc - The Chemistry Files Vol. 1 (2006).
Fall Back
Illa Ghee - Myrtle And Throop (2006).
Whut's Good
Infamous Mobb - Blood is Thicker Than Water Vol. 1 (2004).
Gunz Up - Lennox ft. Chinky
Infamous Mobb - Essential Underground Hip Hop Vol. 1 (2002).
Big T.W.I.N.S.
Mobb Niggaz (The Sequel) ft. Prodigy
Infamous Mobb - Special Edition (2002).
B.I.G. T.W.I.N.S
Back In The Days ft. Chinky
Im3
Intro
Mobb Niggaz (the sequel) ft. Prodigy
Special Edition
We Strive ft. Ty-Maxx
Jadakiss - Kiss Of Death (2004).
Still Feel Me
Jadakiss - Kiss Tha Game Goodbye (2001).
Feel Me (Skit).
We Gonna Make It ft. Styles of The Lox
Joell Ortiz - The Brick: Bodega Chronicles (2007).
BQE ft. Lord Black
Krumb Snatcha - Respect All Fear None (2002).
Streets Is Calling ft. Mexicana
Lake - Lake Entertainment Presents: 41st Side (2001).
Crush Linen
Linkin Park - Reanimation (2002).
Frgt/10 ft. Chali 2na
Missin' Linx - Exhibit A (2000).
Family Ties ft. Freddie Foxxx
Missin' Linx - Stimulated Volume 1 (2001).
Family Ties (Remix) ft. Prodigy
Mobb Deep - Amerikaz Nightmare (2004).
Got It Twisted
When U Hear That
Win Or Lose
Mobb Deep - Blood Money (2006).
It's Alright ft. Mary J. Blige,50 Cent
The Infamous ft. 50 Cent
Mobb Deep - Free Agents(The Murda Mixtape) (2003).
Air It Out ft. Noyd
B.I.G. T.W.I.N.S. ft. Twin Gambino
Backwards ft. 1st Infantry
Bang Bang ft. Noyd
Fourth Of July ft. 1st Infantry, The Alchemist, Twin, Evidence
Mobb Niggaz ft. Infamous Mobb
Serious (The New Message) ft. 1st Infantry
The Illest
Mobb Deep - Infamy (2001).
Get At Me
Mobb Deep - Murda Muzic (1999).
The realest ft. Kool G Rap
Thug muzik ft. Infamous Mobb, Chinky
Mobb Deep - The Chemistry Files Vol. 1 (2006).
Poppin' Bottles
The Infamous ft. 50 Cent
Mr. Challish - Ill Will Records Presents: QB Finest (2001).
Money
Nas - Fastlife Music : Code Of The Streets (2005).
One Never Knows ft. Lake
Nas - God's Son (2002).
Book Of Rhymes
Mastermind
Revolutionary Warfare ft. Lake
Nas - Lake Entertainment Presents: 41st Side (2001).
Let 'Em Hang ft. Lake, V-12
Nas - The Lost Tapes (2002).
My Way
No Idea Original
Nelly - Sweat (2004).
Playa ft. Mobb Deep, Missy Elliott,
Nelly - Sweatsuit (2005).
Playa ft. Mobb Deep, Missy Elliot
Noreaga - Lake Entertainment Presents: 41st Side (2001).
We Gon Buck ft. Lake, Capone, Cormega
Noreaga - Noreality (2007).
Drink Champ
Obie Trice - The Chemistry Files Vol. 1 (2006).
I'm Back
Perfect Strangers - Lyrics Of Fury (2002).
Forefront ft. Mad Child, Moka Only
Pharoahe Monch - Desire (2007).
Desire ft. Showtyme
Pharoahe Monch - Internal Affairs (1999).
No Mercy ft. M.O.P.
Planet Asia - The Medicine (2006).
Over Your Head ft. Black Thought
Prodigy - H.N.I.C. (2000).
Keep It Thoro
Three ft. Cormega
Trials Of Love ft. B.K. aka Mz. Bars
Veteran's Memorial
Prodigy - Rerturn Of The Mac (2007).
7th Heaven ft. Un Pacino
Bang On Em
Intermission
Legends
Mac 10 Handles
Nickel And A Nail
Raining Guns And Shanks
Return Of The Mac
Stop Fronting
Stuck On You
Take It From The Top
The Mac Is Back (Intro).
The Rotten Apple
Words From Majesty
Prodigy - The Chemistry Files Vol. 1 (2006).
What's Poppin' Thun
Proof - Time Will Tell
313 Special Man
Ras Kass - Eat Or Die (2006).
Get It In ft. The Alchemist, Name Brand
Rascalz - Global Warning (1999).
On The Run
Remy Martin - There's Something About Remy: Based On A (2005).
Thug Love ft. Big Punisher
Royce Da 5'9 - Black Label: Hip Hop 101 (2000).
I Won't Be
Royce Da 5'9 - Build and Destroy (2003).
I Won't Be
I'm The King
U Don't Know Me
Royce Da 5'9 - Game Tight (2002).
I'm The King
Royce Da 5'9 - Rock City (Europe) (2002).
D-Elite part 2 ft. Tre' Little, Cha Cha, Jah 5'9, Cut Throat, Billy
Sean Price - Master P. (2007).
Rotten Apple (Remix) ft. Prodigy
Sheek Louch - After Taxes (2005).
Movie Niggas ft. Ghostface Killah
Sheek Louch - Walk With Me (2003).
Turn It Up
Smut Peddlers - Eastern Conference All Stars Vol. 2 (2001).
The Red Light
Snoop Dogg - Rhythm and Gangsta: The Masterpiece (2004).
(Intro) I Love To Give You Light
State Property - The Chain Gang (Vol. 2) (2003).
Still In Effect ft. Freeway, Neef
Styles - A Gangster and a Gentleman (2002).
A Gangster and a Gentleman
Black Magic
Styles - Super Gangster (Extraordinary Gentleman) (2007).
All I Know Is Pain ft. The Alchemist
Green Piece Of Paper
Styles - Time Is Money (2006).
I´m Black ft. Marsha
Swollen Members - Bad Dreams (2001).
Bad Dreams
Dark Riders ft. Buc Fifty
Swollen Members - Balance. (1999).
Circuit Breaker
Front Street
Horrified Nights
Strength
Swollen Members - Black Magic (2006).
Weight ft. Ghostface Killah, The Alchemist
Terror Squad - The Album (1999).
'99 Live
Bring It On
Tha Eastsidaz - Duces 'N Trayz The Old Fashioned Way (2001).
Connected ft. Mobb Deep, Kokane
Friends ft. Kokane
The Alchemist - 1st Infantry (2004).
Bang Out ft. B-Real
Bangers ft. Lloyd Banks
Boost The Crime Rate ft. Sheek,J-Hood
D-Block To QB ft. Havoc, Noyd, Styles,J-Hood
Dead Bodies ft. The Game, Prodigy
Different Words ft. Twin
For The Record ft. Dilated Peoples
Hold You Down ft. Prodigy, Nina Sky, Illa Gee
It's A Craze ft. Mobb Deep
Pimp Squad ft. T.I., P$C
Stop The Show ft. Stat Quo,M.O.P.
Strength Of Pain ft. Chinky
The Essence ft. The LOX
Tick Tock ft. Nas, Prodigy
Where Can We Go ft. Devin The Dude
The Alchemist - Fat Beats Volume Two (2002).
Different Worlds ft. Twin
The Alchemist - No Days Off (2006).
Divine Intervention ft. Obie Trice
Flashlight ft. 40 Glocc, Ras Kass
I Betcha ft. Prodigy, Kokane
It's Gon' Pop ft. Evidence, Joe Scudda
Legends ft. Prodigy
Make My Own ft. Defari
Making Your Money ft. Mitchy Slick, Xzibit
No Days Off Intro
Now That I'm On Interlude
On The Rise ft. Tha Dogg Pound
Ride Out ft. Agallah
Words From Un ft. Un Pacino
You Got It ft. Prodigy
The Alchemist - The Chemistry Files Vol. 1 (2006).
Reppin' ALC
That's That
We Got This
The High and Mighty - Eastern Conference Allstars (1998).
Open Mic Night ft. Baby Blak, Rahsheed
The High and Mighty - Home Field Advantage (1999).
Open Mic Night Remix ft. Wordsworth, Thirstin Howl III
Top Prospects ft. Defari, Evidence
The Product - One Hunid (2006).
G Type
The Product - The Chemistry Files Vol. 1 (2006).
G-Type ft. Scarface
Tony Touch - The Piecemaker (2000).
Basics ft. Prodigy
Cormega Interlude ft. Cormega
Get Back ft. D12
Tony Yayo - The Chemistry Files Vol. 1 (2006).
Gunz Is Razors
Tragedy Khadafi - Still Reportin' (2003).
Stay Free feat. Littles
Tragedy Khadafi - Thug Matrix (2005).
Love Is Love ft. Jinx
Stay Free ft. Littles
Twin - Slum Village Presents: Dirty District (2002).
B.I.G.T.W.I.N.S. ft. Alchemist